# Jonny Weston
Jonny Weston (Charleston, 16 giugno 1988) è un attore statunitense.
Ha interpretato il ruolo del surfista Jay Moriarity nel film del 2012 Chasing Mavericks - Sulla cresta dell'onda e lo studente delle superiori David Raskin nel film d'avventura fantascientifico Project Almanac - Benvenuti a ieri del 2015.

## Filmografia parziale

### Cinema
- Un giorno questo dolore ti sarà utile (Someday This Pain Will Be Useful to You), regia di Roberto Faenza (2011)
- John Dies at the End, regia di Don Coscarelli (2012)
- About Cherry, regia di Stephen Elliott (2012)
- Under the Bed, regia di Steven C. Miller (2012)
- Chasing Mavericks - Sulla cresta dell'onda (Chasing Mavericks), regia di Curtis Hanson e Michael Apted (2012)
- Kelly & Cal, regia di Jen McGowan (2013)
- Taken 3 - L'ora della verità (Taken 3), regia di Olivier Megaton (2015)
- Project Almanac - Benvenuti a ieri (Project Almanac), regia di Dean Israelite (2015)
- The Divergent Series: Insurgent, regia di Robert Schwentke (2015)
- We Are Your Friends, regia di Max Joseph (2015)
- The Divergent Series: Allegiant, regia di Robert Schwentke (2016)
- Beyond Skyline, regia di Liam O'Donnell (2017)
- The Tutor, regia di Jordan Ross (2023)

### Televisione
- Super Ninja – serie TV, un episodio (2011)
- Medal of Honor – serie TV, un episodio (2018)

## Doppiatori italiani
Nelle versioni in italiano delle opere in cui ha recitato, Jonny Weston è stato doppiato da:
- Jacopo Venturiero in The Divergent Series: Insurgent, The Divergent Series: Allegiant
- Stefano De Filippis in Un giorno questo dolore ti sarà utile
- Alessio De Filippis in Chasing Mavericks - Sulla cresta dell'onda
- Francesco Trifilio in About Cherry
- Davide Perino in Taken 3 - L'ora della verità
- Federico Campaiola in Project Almanac - Benvenuti a ieri
- Gabriele Lopez in We Are Your Friends
- Davide Albano in Beyond Skyline